# Rolls-Royce Eagle 22
Il Rolls-Royce Eagle era un motore aeronautico prodotto dalla britannica Rolls-Royce Limited negli anni quaranta. La configurazione dei 24 cilindri era ad H e il propulsore era dotato di un doppio albero motore. Il raffreddamento era a liquido e la sua potenza poteva raggiungere i 3 500 hp (2 610 kW).
L'Eagle 22 fu l'ultimo motore a pistoni prodotto dalla Casa britannica.
Il motore però non fu un grande successo e ne furono costruiti solo 15 esemplari che equipaggiarono unicamente il velivolo multiruolo imbarcato, caccia ed aerosilurante, Westland Wyvern.